# Латвійсько-радянський мирний договір (1920)

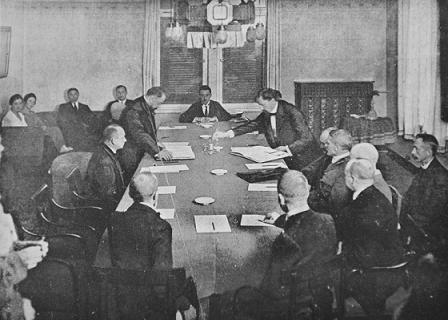
Підписання договору в Ризі

Латвійсько-радянський мирний договір, також відомий як Ризький договір, був підписаний 11 серпня 1920 року представниками Латвійської Республіки та Радянської Росії . Це офіційно завершило війну за незалежність Латвії .
У статті II договору Радянська Росія визнавала незалежність Латвії непорушною «на всі майбутні часи».

## Хронологія
- 11 листопада 1918: Закінчення Першої світової війни
- 18 листопада 1918: проголошено Латвійську Республіку
- 1 грудня 1918: Червона армія вторглася в Латвію
- 17 грудня 1918: утворено Латвійську Соціалістичну Радянську Республіку
- 13 січня 1920: Уряд Латвійської Соціалістичної Радянської Республіки йде у відставку
- 1 лютого 1920: між Росією і Латвією було підписано перемир'я
- 11 серпня 1920: латисько-радянський мирний договір підписаний
- 4 жовтня 1920: У Москві відбувся обмін ратифікаційними грамотами, і договір набрав чинності.

## Фон
Після Першої світової війни радянська Росія хотіла повернути Латвію, оскільки вона колись була частиною Російської імперії. Червона армія вторглася в Латвію в 1918 році після того, як прем'єр-міністр Латвії Карліс Улманіс проголосив її незалежність. Червона армія змогла захопити столицю Ригу, а радянський уряд змінив Ульманіса. Німеччина послала війська, щоб допомогти Латвії витіснити більшовицькі війська, але після того, як це було зроблено, німці відмовилися залишити, порушуючи Версальський договір . Після того як 3-я дивізія естонської армії вигнала німецькі війська, радянські війська знову виступили на Ригу. Ці війська були витіснені з Латвії на початку 1920 року. Латвійсько-радянський мирний договір формально завершив війну за незалежність Латвії.

## Положення договору
Договір складався з двадцяти трьох статей і стосувався суверенітету латвійської держави. Перша стаття зазначала, що «стан війни, який існує між сторонами, припиняється з дня набрання чинності цим мирним договором». Стаття 2 проголошувала незалежність і суверенітет Латвії, а стаття 3 встановлювала кордони Латвійської держави, а також встановлювала кінцеві терміни, до яких іноземні війська повинні залишити Латвію. Статті 4-6 стосувалися військових справ і збитків від війни, стаття 7 — положень про повернення військовополонених, якщо вони бажають повернутися. Статті з 8 по 9 стосувалися громадянства, репатріації біженців і майнових позовів. Дорослі віком від 18 років могли вільно обирати латвійське чи російське громадянство, за замовчуванням особи були громадянами держави, в якій вони проживали на момент підписання договору. Статті з 11 по 16 стосувалися репарацій, які Росія повинна була зробити латвійській державі та її громадянам. Статті 17 і 18 стосуються комерційних, транзитних, поштових і навігаційних домовленостей, а стаття 19 — дипломатичних відносин. Стаття 20 стосується питань громадянства, а стаття 21 створила комісію для вирішення питань, що становлять взаємний інтерес. Статті 22 і 23 стосуються технічних деталей договору, таких як мова та ратифікація.

## Наслідки договору
Хоча договір містив положення про репарації, Латвія не мала практичного засобу для відновлення своєї промислової інфраструктури, значна частина якої була вивезена до Росії. Сільське господарство та необхідна земельна реформа стали центром економічного розвитку нової держави.